# Arcor

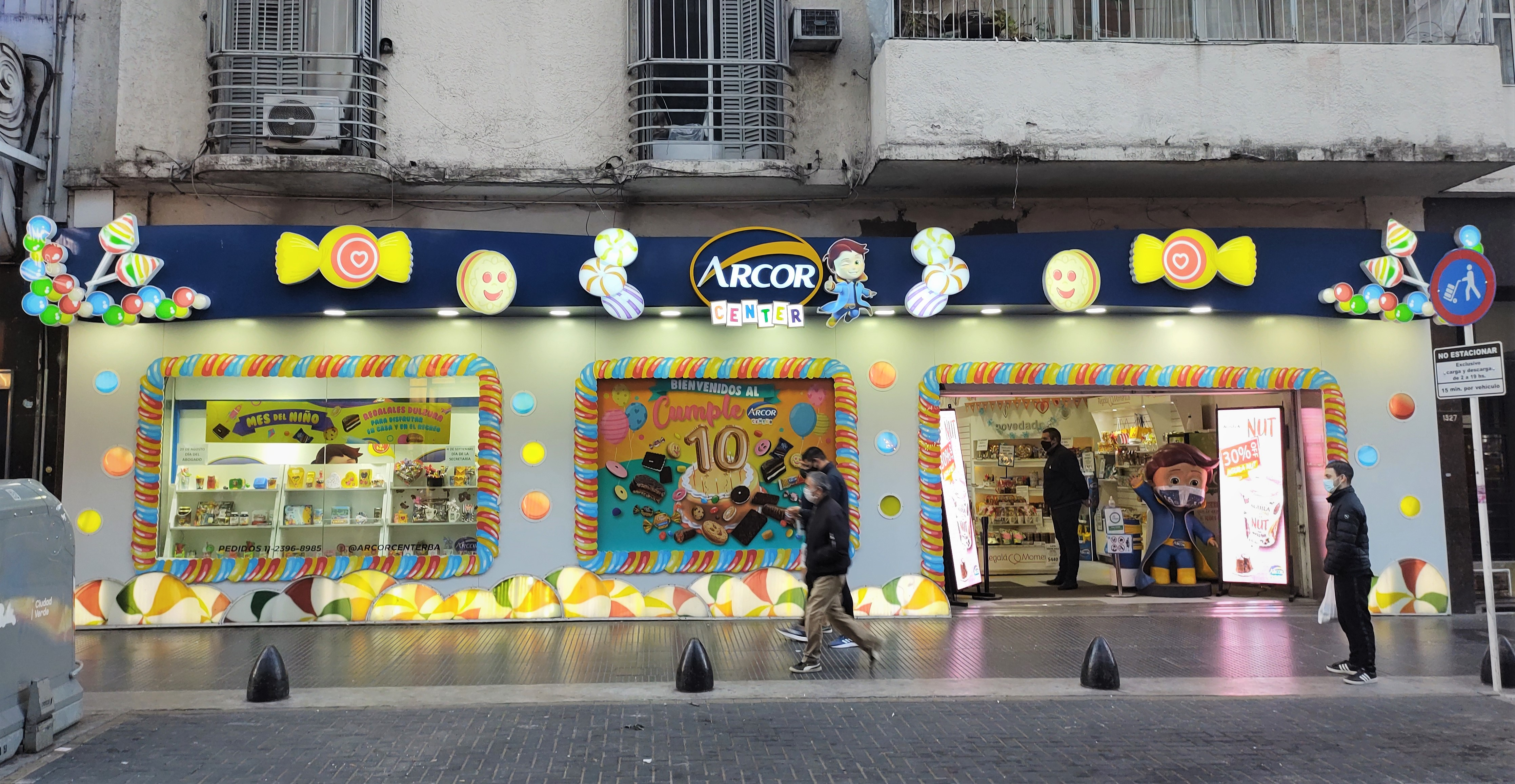

Arcor est une entreprise agroalimentaire argentine, spécialisé dans la confiserie, notamment dans le chocolat et les glaces. Selon l'International Cocoa Organization, l'entreprise se classe en 2014 à la huitième place des plus gros fabricants de chocolats au monde  (3,5 milliards de chiffre d'affaires en dollar américain).